# Misti (Maupassant)
Pour les articles homonymes, voir Misti (homonymie).
Misti (sous-titré Souvenirs d'un garçon) est une nouvelle de Guy de Maupassant, parue en 1884.

## Historique
Misti est initialement publiée dans la revue Gil Blas du 22 janvier 1884, sous le pseudonyme Maufrigneuse.

## Résumé
Le narrateur confie qu’il ne conçoit l’amour qu’avec des femmes mariées, et, détail amusant, il attache la plus grande importance à ce que le mari soit sympathique.
Sa maîtresse actuelle est charmante. En l'absence du mari, ils passent leurs soirées ensemble, allongés sur le canapé, avec le chat Misti entre eux, ou bien ils vont dans les « caboulots » de Paris. Un soir, dans un « assommoir », ils sont abordés par une vieille femme qui dit la bonne aventure : elle prédit un mort pour madame. Intriguée celle-ci demande des détails, il est convenu qu’ils se rendent chez la commère pour en savoir plus.
Dans la pauvre chambre, il y a un chat empaillé. La vieille raconte que ce chat a fait son malheur. Jeune, elle avait un amoureux, il est monté un jour chez elle et, quand il est devenu entreprenant, le chat s’est jeté sur lui et lui a crevé les yeux. Le jeune homme est mort une année plus tard en la maudissant.
De retour chez elle, la femme se débarrasse de Misti, elle ne veut pas qu’il crève les yeux à son amant.

## Éditions
- Misti, dans Misti, recueil de vingt nouvelles de Maupassant, Éditions Albin Michel, Le Livre de poche n° 2156, 1967.
- Misti, Maupassant, contes et nouvelles, texte établi et annoté par Louis Forestier, Bibliothèque de la Pléiade, éditions Gallimard, 1974  (ISBN 978 2 07 010805 3).